# Helina semiplumosa
Helina semiplumosa är en tvåvingeart som beskrevs av Fritz Isidore van Emden 1951. Helina semiplumosa ingår i släktet Helina och familjen husflugor.
Artens utbredningsområde är Etiopien. Inga underarter finns listade i Catalogue of Life.